# Aurora (Misuri)
Aurora es una ciudad ubicada en el condado de Lawrence en el estado estadounidense de Misuri. En el Censo de 2010 tenía una población de 7508 habitantes y una densidad poblacional de 484,35 personas por km².

## Geografía
Aurora se encuentra ubicada en las coordenadas 36°58′5″N 93°43′10″O / 36.96806, -93.71944. Según la Oficina del Censo de los Estados Unidos, Aurora tiene una superficie total de 15.5 km², de la cual 15.42 km² corresponden a tierra firme y (0.53%) 0.08 km² es agua.

## Demografía
Según el censo de 2010, había 7508 personas residiendo en Aurora. La densidad de población era de 484,35 hab./km². De los 7508 habitantes, Aurora estaba compuesto por el 92.34% blancos, el 0.33% eran afroamericanos, el 0.87% eran amerindios, el 0.17% eran asiáticos, el 0.11% eran isleños del Pacífico, el 4.4% eran de otras razas y el 1.78% pertenecían a dos o más razas. Del total de la población el 7.5% eran hispanos o latinos de cualquier raza.